# Cubix
Cubix (En coreano: 큐빅스; retitulado 로보짱 큐빅스 por el canal KBS subtitulado Robots for Everyone en Estados Unidos) es una serie animada de televisión de Corea del Sur creado por Cinepix. 4Kids Entertainment adquirió los derechos para una adaptación doblaje en Inglés de la serie en 2001, conservando hasta su traslado a Saban Brands (una subsidiaria de Saban Capital Group) en junio de 2012.

## Historia
Cubix, establecido en el año 2044, es la historia de un joven de ojos brillantes llamado Connor con una profunda fascinación por robots. Su padre, Graham, que no le gusta a todos los robots, nunca ha sido realmente apoyado Connor. Como una sorpresa a su hijo, les compra una casa y una pequeña tienda de donuts en el centro robot del mundo, Ciudad Burbuja, la ubicación de la sede RobixCorp. En esta ciudad, los robots aún superan en número a las personas. La razón del éxito de RobixCorp es el EPU (Unidad de Procesamiento Emocional), lo que permite a los robots desarrollan su propia personalidad, al igual que un ser humano.
Ahora que el sueño de Connor por fin ha hecho realidad, se encuentra con un gran dilema: todos en Bubble Town cuenta con un robot, excepto él. Poco después de su llegada, se encuentra con su entrometida vecina Abby, que envía a su pequeña mascota robot volador, Dondon, para espiar a él y a su padre. Graham, al no ser tan amigo de robots, golpea a Dondon en la cabeza, dejándolo inconsciente. Abby, preocupada, junto con Connor, sale corriendo a buscar algo para su recuperación, buscando un lugar en la ciudad que pueda arreglar a su amiga: el Pit botties. Operado por Hela, hija del famoso inventor del EPU y fundador de RobixCorp, profesor Nemo, que tiene un club especial para niños que puede arreglar robots llamados "Los botties ', pero para unirse, hay una prueba: usted tiene que fijar un robot en menos de 24 horas. Se dice que su padre desapareció misteriosamente después de un experimento con la sustancia altamente volátil conocida como Solex. Los miembros del club son: Chip, su robot Cerebrix, Mong y Maximix, junto con Abby y Dondon. De todos los robots que podría haber optado por fijar, Connor selecciones Cubix, un modelo de prueba de su clase para el primer EPU. Por desgracia, todos ellos llamados Cubix el "Robot corregible", porque en un momento u otro, todos habían intentado reparar, especialmente Hela, que nunca pudo echarlo.
Después de un ataque repentino por el Dr. K, un viejo colega del profesor Nemo, que se escapa con un robot robado, pozo de los botties 'comienza a desmoronarse. Pero a causa de talento y pensamientos proyectados en EPU de Cubix de Connor, que se trae de nuevo a la vida. Cubix continuación, guarda Connor del colapso, lo que demuestra que Connor podría incluso fijar el 'Robot corregible.
Esa no fue la única sorpresa Cubix tenía reservado, con su increíble diseño que puede reconfigurar y transformar en casi cualquier cosa.
Junto con sus nuevos amigos, Connor y Cubix boca arriba contra el Dr. K para recuperar el bot secuestrado.
Esta serie sigue las aventuras y descubrimientos de la pandilla botties y su desmoronamiento del régimen torcida Dr. K. 's, junto con la desaparición del profesor Nemo.

## Reparto en Estados Unidos
- Scottie Ray: Cubix
- Andrew Rannells: Connor
- Veronica Taylor: Abby
- Amy Birnbaum: Chip
- Jimmy Zoppi: Mong, Cerebrix, Hop2ix
- Rachael Lillis: Hela
- Maddie Blaustein: Dr. K, Mayor
- Megan Hollingshead: Raska (Human)
- Eric Stuart: Dondon, Raska (Alien)
- Dan Green: Graham, Professor Nemo
- Frank Frankson: Maximix, Endurix
- Ted Lewis: Charles

## Episodios
Primera temporada
01) The Unfixable Robot
02) Electrix
03) The Underground of Bubble Town
04) The Iron Chef
05) Dondon for Dinner
06) Heat Wave
07) Hurricane Havoc
08) Magnetix Personality
09) K's Kages
10) Fixed Competition
11) Office PolitIX
12) Kubix!!!
13) Kulminator
Segunda Temporada
14) Roller Koaster
15) The Chipinator
16) The Incredible Shrinking Robot
17) Crash Test Pest
18) Tyrannix
19) Tomorrow's Robots Today
20) Media Storm
21) Bubble Town Wishes and EPU Dreams
22) cirKus
23) Klank
24) The Importance of Being Maximix
25) War Triangle
26) Final Showdown

## Emisiones
- Latinoamérica: Nickelodeon Latinoamérica
- Chile: Etc...TV
- España: Cartoon Network y Boomerang